# Anil Kapoor
Anil Kapoor (en hindi: अनिल कपूर; Mumbai, 24 de diciembre de 1959) es un actor, cantante, productor y filántropo indio que aparece principalmente en las películas de Bollywood. Ha ganado un premio Filmfare al Mejor Actor secundario por su papel en la película de Yash Chopra Mashaal (1984). Para los espectadores internacionales Anil Kapoor es más conocido por sus papeles como Prem Kumar en Slumdog Millionaire y Presidente Omar Hussan en 24.

## Vida personal
Kapoor es hijo del productor de cine Surinder Kapoor. Tiene dos hermanos, Boney Kapoor (productor de cine) y Sanjay Kapoor (actor de cine). Se casó con Sunita Bhambhani Kapoor. Los hijos de Anil Kapoor son Harshwardhan Kapoor, Sonam Kapoor (actriz de cine) y Rhea Kapoor (productora de cine).

## Filmografía

### Actor
| Año  | Película                             | Rol                                        | Notas                                            |
| ---- | ------------------------------------ | ------------------------------------------ | ------------------------------------------------ |
| 1979 | Hamare Tumhare                       | Vipin                                      |                                                  |
| 1980 | Ek Baar Kaho                         |                                            |                                                  |
| 1980 | Hum Paanch                           |                                            | Cameo                                            |
| 1980 | Vamsa Vriksham                       |                                            | Telugu                                           |
| 1982 | Shakti                               | Ravi Kumar                                 |                                                  |
| 1983 | Pallavi Anu Pallavi                  | Vijay                                      | Kannada                                          |
| 1983 | Woh Saat Din                         | Prem Pratap Patailawale                    |                                                  |
| 1984 | Mashaal                              | Raja                                       | Filmfare Best Supporting Actor Award             |
| 1984 | Andar Baahar                         | Raja                                       |                                                  |
| 1984 | Laila                                | Kumar Deshraj Singh                        |                                                  |
| 1984 | Love Marriage                        |                                            |                                                  |
| 1985 | Saaheb                               | Suni Sharma                                |                                                  |
| 1985 | Yudh                                 | Public Prosecutor Avinash y Junior         |                                                  |
| 1985 | Mohabbat                             | Shekhar                                    |                                                  |
| 1985 | Meri Jung                            | Arun Verma                                 |                                                  |
| 1986 | Kahan Kahan Se Guzar                 |                                            |                                                  |
| 1986 | Pyaar Ka Sindoor                     |                                            |                                                  |
| 1986 | Chameli Ki Shaadi                    | Charandas                                  |                                                  |
| 1986 | Aap Ke Saath                         | Vimal                                      |                                                  |
| 1986 | Janbaaz                              | Amar Singh                                 |                                                  |
| 1986 | Pyar Kiya Hai Pyar Karenge           | Anand                                      |                                                  |
| 1986 | Karma                                | Johnny/Gyaneshwar                          |                                                  |
| 1986 | Insaaf Ki Awaaz                      |                                            |                                                  |
| 1987 | Itihaas                              |                                            |                                                  |
| 1987 | Mr. India                            | Arun Verma/Mr. India                       |                                                  |
| 1987 | Hifazat                              | Ram Kumar/Raj Kumar                        |                                                  |
| 1987 | Thikana                              | Ravi                                       |                                                  |
| 1988 | Kasam                                |                                            |                                                  |
| 1988 | Ram-Avtar                            | Avtar                                      |                                                  |
| 1988 | Vijay                                | Arjun                                      |                                                  |
| 1988 | Sone Pe Suhaaga                      | Ravi Kumar/Joginder                        |                                                  |
| 1988 | Tezaab                               | Mahesh Deshmukh (Munna)                    | Filmfare Best Actor Award                        |
| 1988 | Inteqam                              |                                            |                                                  |
| 1989 | Ram Lakhan                           | Inspector Lakhan Pratap Singh              |                                                  |
| 1989 | Joshilaay                            | Karan                                      |                                                  |
| 1989 | Eeshwar                              | Ishwarchand Vishnunath Brahmanand          |                                                  |
| 1989 | Rakhwala                             |                                            |                                                  |
| 1989 | Abhimanyu                            | Mannu/Abhimanyu America Puri /Abdul Jabbar |                                                  |
| 1989 | Aag Se Khelenge                      | Inspector Ravi Saxena/Raja Saxena          |                                                  |
| 1989 | Kala Bazaar                          | Vijay                                      |                                                  |
| 1989 | Parinda                              | Karan                                      |                                                  |
| 1990 | Awaargi                              | Azad                                       |                                                  |
| 1990 | Kishen Kanhaiya                      | Kishen/Kanhaiya                            |                                                  |
| 1990 | Ghar Ho To Aisa                      |                                            |                                                  |
| 1990 | Jeevan Ek Sangharsh                  | Karan                                      |                                                  |
| 1990 | Amba                                 |                                            |                                                  |
| 1990 | Jamai Raja                           | Raja                                       |                                                  |
| 1991 | Jigarwala                            | Amar Singh                                 |                                                  |
| 1991 | Benaam Badsha                        | Deepak                                     |                                                  |
| 1991 | Pratikar                             | Krishna Srivastav                          |                                                  |
| 1991 | Lamhe                                | Virendra Pratap Singh                      |                                                  |
| 1992 | Beta                                 | Raju                                       | Filmfare Best Actor Award                        |
| 1992 | Zindagi Ek Jua                       | Harikishan alias Harry                     |                                                  |
| 1992 | Humlaa                               | Shiva                                      |                                                  |
| 1992 | Khel                                 | Devdas/Arun Kumar                          |                                                  |
| 1992 | Heer Ranjha                          | Deedho/Ranjha                              |                                                  |
| 1992 | Apradhi                              | Shiva                                      |                                                  |
| 1993 | Roop Ki Rani Choron Ka Raja          | Ramesh Verma/Romeo                         |                                                  |
| 1993 | Guru Dev                             | Guru (Gaurav)                              |                                                  |
| 1994 | Laadla                               | Raju                                       |                                                  |
| 1994 | Andaz                                | Ajay                                       |                                                  |
| 1994 | 1942: A Love Story                   | Naren Singh                                |                                                  |
| 1994 | Mr. Azaad                            | Azaad                                      |                                                  |
| 1995 | Trimurti                             | Anand Singh/Sikander                       |                                                  |
| 1996 | Rajkumar                             | Rajkumar                                   |                                                  |
| 1996 | Loafer                               | Ravi Kumar                                 |                                                  |
| 1996 | Mr. Bechara                          | Anand Verma                                |                                                  |
| 1997 | Judaai                               | Raj                                        |                                                  |
| 1997 | Virasat                              | Shakti Thakur                              | Filmfare Critics Award for Best Actor            |
| 1997 | Deewana Mastana                      | Raj Kumar (Raja)/Inspector. Bansi Rao      |                                                  |
| 1997 | Chandralekha                         |                                            | Malayalam, Cameo                                 |
| 1998 | Kabhi Na Kabhi                       | Rajeshwar (alias Raja)                     |                                                  |
| 1998 | Gharwali Baharwali                   | Arun                                       |                                                  |
| 1998 | Jhooth Bole Kauwa Kaate              | Shanker Sharma/Ramanuj                     |                                                  |
| 1999 | Hum Aapke Dil Mein Rehte Hain        | Vijay                                      |                                                  |
| 1999 | Biwi No.1                            | Lakhan                                     |                                                  |
| 1999 | Mann                                 | Raj                                        |                                                  |
| 1999 | Taal                                 | Vikrant Kapoor                             | Filmfare Best Supporting Actor Award             |
| 2000 | Bulandi                              | Dharamraj "Dada" Thakur/Arjun Thakur       |                                                  |
| 2000 | Pukar                                | Major Jaidev Rajvansh                      | National Film Award for Best Actor               |
| 2000 | Hamara Dil Aapke Paas Hai            | Avinash                                    |                                                  |
| 2000 | Karobar                              | Rajiv                                      |                                                  |
| 2001 | Lajja                                | Raju                                       |                                                  |
| 2001 | Nayak                                | Shivaji Rao Gaekwad                        |                                                  |
| 2002 | Badhaai Ho Badhaai                   | Raja                                       |                                                  |
| 2002 | Om Jai Jagadish                      | Om Batra                                   |                                                  |
| 2002 | Rishtey                              | Suraj Singh                                |                                                  |
| 2003 | Armaan                               | Dr. Akash Sinha                            |                                                  |
| 2003 | Calcutta Mail                        | Avinash                                    |                                                  |
| 2004 | Musafir                              | Lucky                                      |                                                  |
| 2005 | Bewafaa                              | Aditya Sahai                               |                                                  |
| 2005 | My Wife's Murder                     | Ravi Patwardhan                            |                                                  |
| 2005 | No Entry                             | Kishen                                     |                                                  |
| 2005 | Chocolate                            | Advocate Krishan Pundit                    |                                                  |
| 2006 | Humko Deewana Kar Gaye               | Karan Oberoi                               |                                                  |
| 2006 | Darna Zaroori Hai                    | Karan Chopra                               |                                                  |
| 2007 | Salaam-e-Ishq: A Tribute To Love     | Vinay                                      |                                                  |
| 2007 | Welcome                              | Sagar Pandey aka Majnu Bhai                |                                                  |
| 2008 | My Name is Anthony Gonsalves         |                                            |                                                  |
| 2008 | Black & White                        | Rajan Mathur                               |                                                  |
| 2008 | Race                                 | Inspector Robert D'Costa (R.D.)            |                                                  |
| 2008 | Tashan                               | Lakhan Singh Ballebaaz (Bhaiyyaji)         |                                                  |
| 2008 | Slumdog Millionaire                  | Prem Kumar                                 | Premio del Sindicato de Actores al mejor reparto |
| 2008 | Yuvvraaj                             | Gyanesh Yuvvraaj                           |                                                  |
| 2009 | Shortcut: The Con is on              |                                            |                                                  |
| 2009 | Wanted                               |                                            |                                                  |
| 2010 | 24                                   | Kamistan President Omar Hassan             | 8                                                |
| 2010 | No Problem                           | Inspector Arjun Singh                      |                                                  |
| 2011 | Power                                | Balraj                                     |                                                  |
| 2011 | Double Dhamaal                       |                                            |                                                  |
| 2011 | Tezz                                 | Arjun                                      |                                                  |
| 2011 | Misión imposible: Protocolo fantasma | Brij Nath                                  | 16 de diciembre de 2011                          |
| 2012 | Race 2                               | Inspector Robert D'Costa (R.D.)            |                                                  |
| 2012 | Shootout at Wadala                   |                                            |                                                  |

### Productor
- 2002: Badhaai Ho Badhaai
- 2005: My Wife's Murder
- 2007: Gandhi, My Father
- 2009: Short Kut: The Con is On
- 2010: Aisha
- 2010: No Problem